# Inwood Hill Park

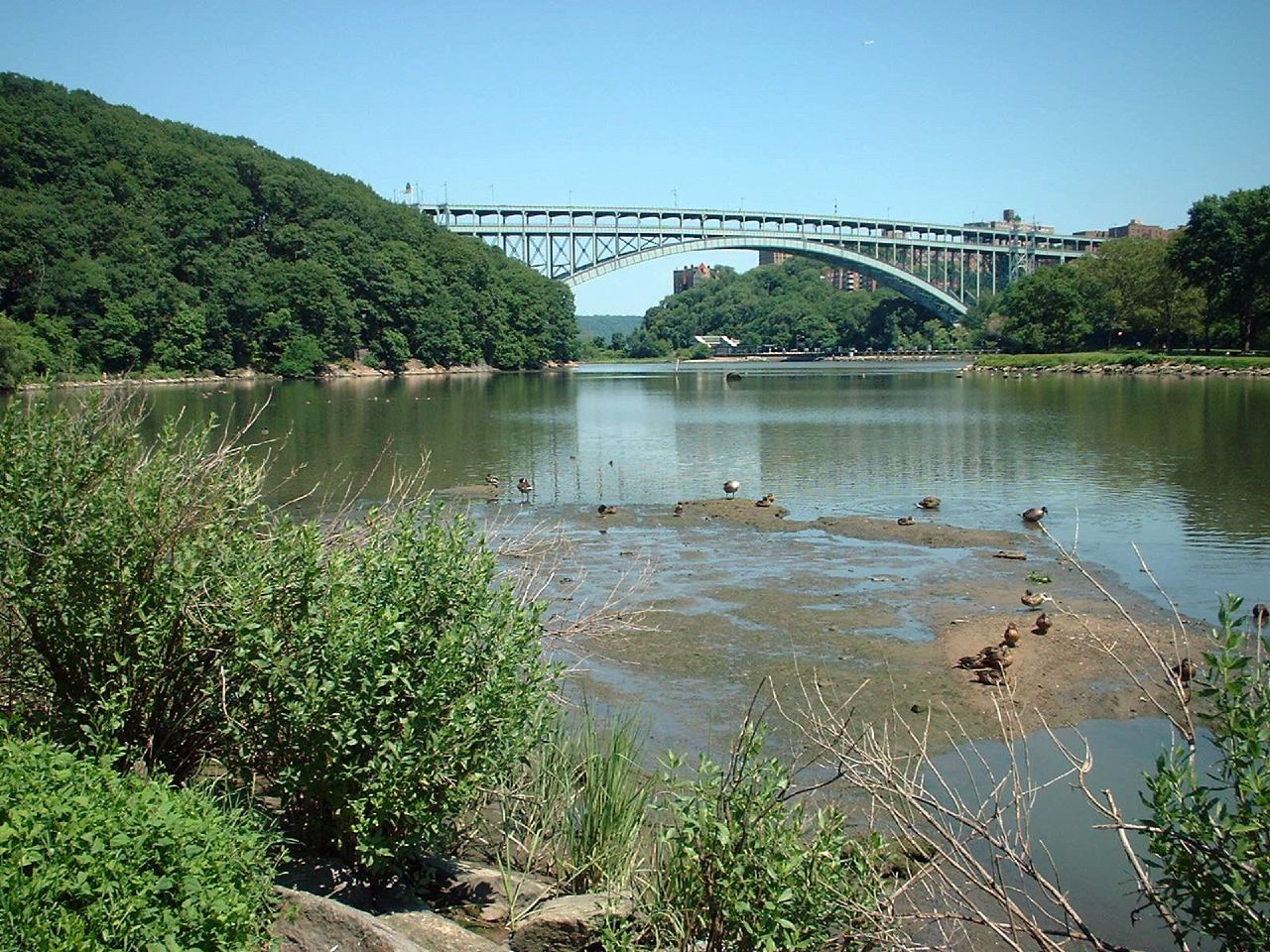
Inwood Hill Park mit der Henry Hudson Bridge im Hintergrund

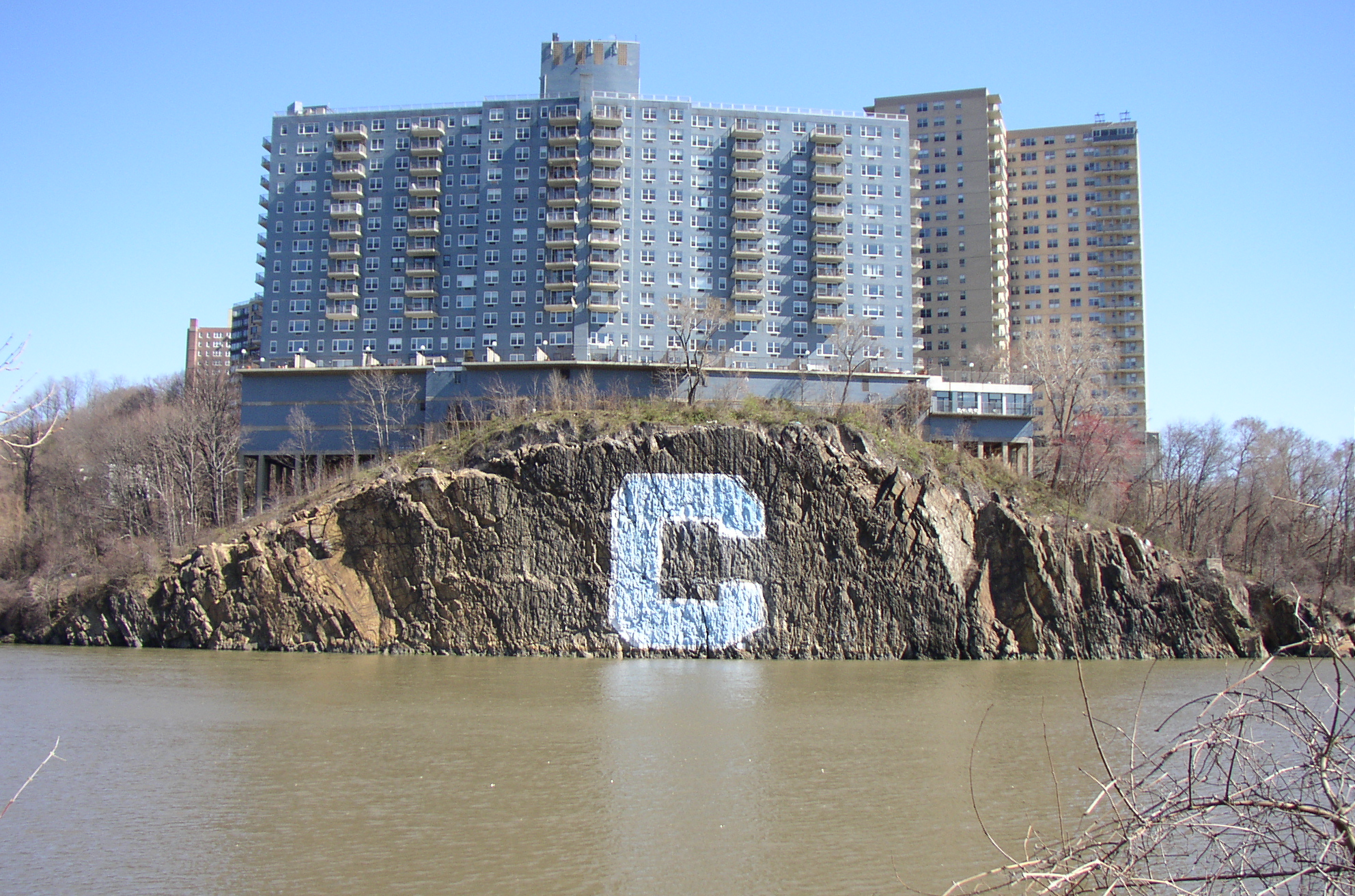
Der Spuyten Duyvil Creek begrenzt den Inwood Hill Park im Norden, dahinter befindet sich der Stadtbezirk Bronx mit dem Stadtteil Riverdale. Auf der Wand befindet sich das Logo der Columbia University

Der Inwood Hill Park ist eine Parkanlage am nördlichen Ende von Manhattan in New York City. Das Land, auf dem sich der Park befindet, gehört der Stadt; er wird vom New York City Department of Parks and Recreation betreut. Der Park befindet sich am Hudson River, von der Dyckman Street bis zur nördlichen Spitze, wo er am Spuyten Duyvil Creek endet. Im Süden trennt die Dyckman Street den Inwood Hill Park vom Fort Tryon Park.

## Beschreibung

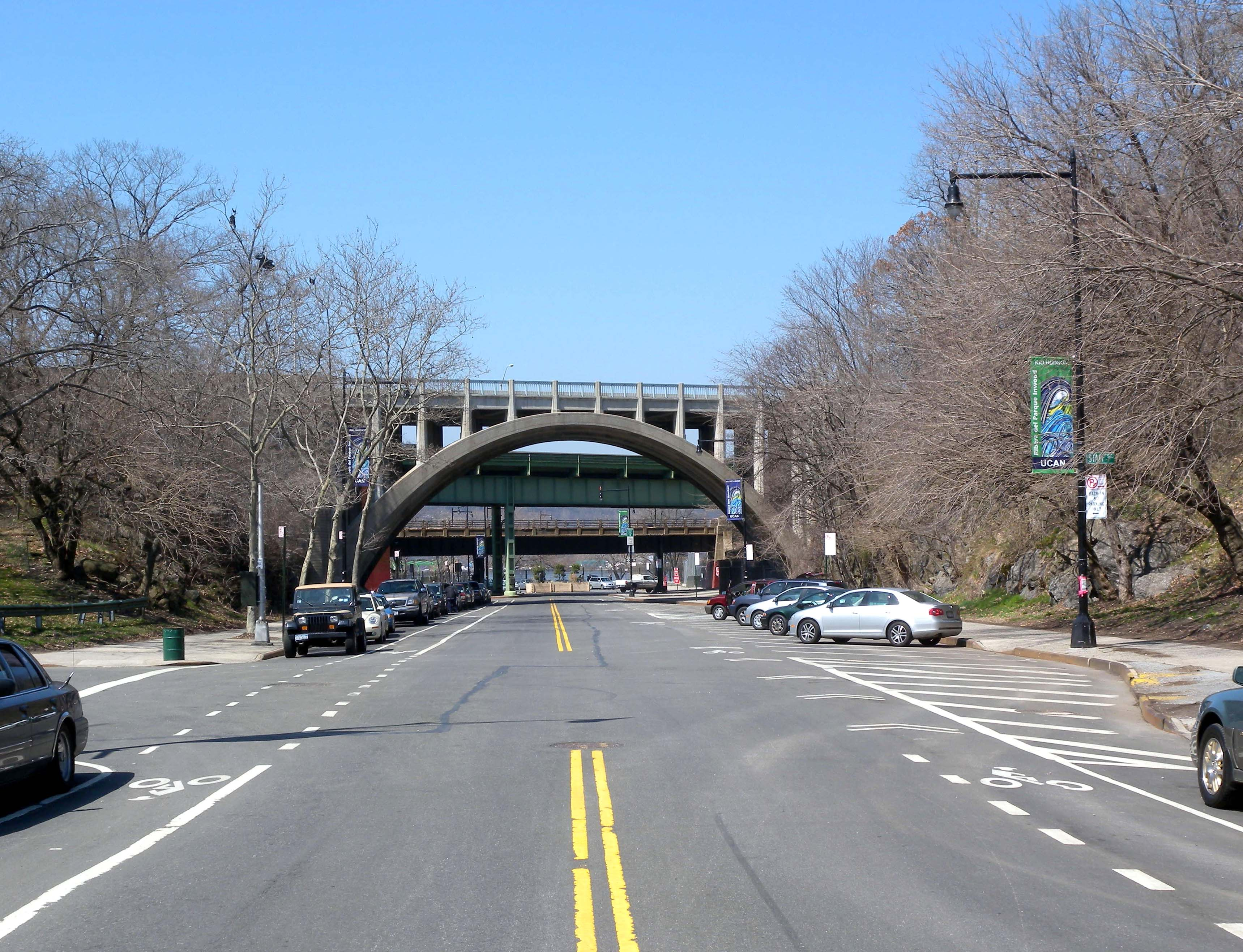
Blick entlang der Dyckman Street, links Fort Tryon Park, rechts Inwood Hill Park, im Hintergrund die Rampe des Henry Hudson Parkway und dahinter die Empire Connection Eisenbahnlinie

Ab 1915 kaufte die Stadt das Land, das heute zum Park gehört. Der Park wurde am 8. Mai 1926 offiziell eröffnet. Nach den letzten Zukäufen in den frühen 1940er Jahren umfasst der Park heute eine Fläche von knapp 80 Hektar. Der Park ist sehr hügelig und größtenteils bewaldet, der Wald stellt den größten und letzten natürlichen Wald auf Manhattan dar. Wie viele andere Parks in New York City gibt es auch hier große Bereiche, die sich noch heute im natürlichen Zustand befinden und nicht angelegt wurden. Zahlreiche Wege führen durch den Park, eine Liegewiese, Spielplätze, Basketball- und Baseballplätze befinden sich vorwiegend auf der nördlichen Seite. Der Park wird durch die Anwohner der umliegenden Wohnviertel stark frequentiert.
Der Henry Hudson Parkway führt parallel zum Hudson River durch den Park, zwischen dem Park und dem Hudson River verlaufen die Gleise der ehemaligen Hudson River Railroad, heute Amtrak Empire Connection, die nach Albany führen. Auf der anderen Seite des Spuyten Duyvil Creek kann man an einem Felsen ein etwa 30 Meter hohes blaues „C“ erkennen. Das Logo der Columbia University befindet sich dort seit etwa 50 Jahren.

## Geschichte
An der Stelle, wo sich heute der Park befindet, tauschte der niederländische Seefahrer Peter Minuit im Jahr 1626 die Insel Manhattan gegen 60 niederländische Gulden von den Lenape, den Ureinwohnern dieser Gegend. Minuit gab der Insel den Namen New Amsterdam. An der vermuteten Stelle der Übergabe erinnert heute ein Stein, der Shorakkopoch Rock, mit einer Gedenktafel an das Ereignis.

## Flora und Fauna
Im Park befinden sich die letzten Salzmarschen auf Manhattan. Diese und die Freiflächen ziehen  eine große Anzahl von Wasservögeln, wie Enten, Schneegänse und Ringschnabelmöwen, die das ganze Jahr hier leben, an. Im Sommer findet man hier ebenfalls Reiher und Kormorane. In den bewaldeten Teilen leben unter anderem Blauhäher, Rotkardinal und einige Greifvogelarten. Im Sommer 2002 versuchte man mit einem Projekt den Weißkopfseeadler wieder in Manhattan anzusiedeln. In der Nähe des Parkeingangs an der 218th Street befindet sich das Inwood Hill Nature Center. Es bietet eine interaktive Ausstellung und Beobachtungsmöglichkeiten der Flora und Fauna des Parks. Das Nature Center musste 2012 nach Schäden durch den Hurrikan Sandy geschlossen werden und wird 2019 wieder eröffnet.

## Geologie

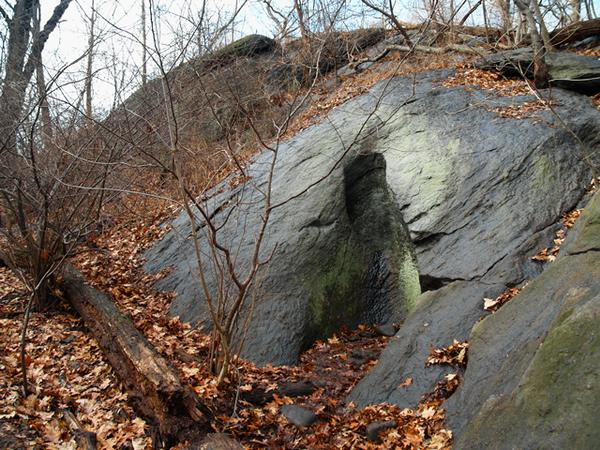
Der größte Gletschertopf in New York City befindet sich im Park

Im Inwood Hill Park erkennt man viele unterschiedliche offen liegende geologische Strukturen. An einigen Stellen kann man Marmor-, Schiefer- und Kalksteinaufschlüsse finden. Das ganze Gebiet liegt am seismologisch aktiven Dyckman Street Fault, der parallel zur südlichen Parkgrenze verläuft und 1989 ein Erdbeben der Stärke 2 ausgelöst hat. Des Weiteren gibt es im Park den größten Gletschertopf in New York City.